# Долуда Микола Олександрович
Микола Олександрович Долуда (нар. 10 червня 1952, село Миролюбівка, Богодухівський район Харківська область) — українець, отаман Кубанського козачого війська, козачий генерал, заступник голови адміністрації (губернатора) Краснодарського краю.

## Біографія
Народився 10 червня 1952 року в селі Миролюбівка Богодухівського району Харківської області.
У 1967—1971 роках навчався у Сумському машинобудівному технікумі (нині — Машинобудівний фаховий коледж СумДУ).
У 1976 році закінчив Полтавське вище військове зенітно-ракетне училище, у 1983—1986 роках був слухачем Військової академії військ ППО за фахом — офіцер по управлінню бойовими діями. 28 років прослужив у Збройних Силах. У 1994 році присвоєно військове звання полковник.
У 1998—2001 роках — заступник голови міста — керівник апарату адміністрації міста Єйська.
З січня 2001 року працював в апараті адміністрації Краснодарського краю: заступник керівника апарату, начальник соціально-виробничого управління адміністрації Краснодарського краю; керуючий справами адміністрації Краснодарського краю, керівник соціально-виробничого департаменту.
У 2004 році закінчив ГОУ ВПО Ростовський державний економічний університет «РІНХ», економіст-менеджер.
У 2006 році призначений заступником губернатора Краснодарського краю, керуючим справами.
Складається в хутірської козацькому товаристві «Офіцерська козача сотня Катеринодарського козачого відділу Кубанського козачого війська».
У листопаді 2007 року Військовим збором Кубанського козачого війська обраний отаманом Кубанського козачого війська, це рішення затверджено Указом Президента Російської Федерації від 06.02.2008 р. № 139.
Указом Президента Російської Федерації від 12.03.2009 р. № 265 отаману Кубанського військового козачого товариства Долуді Миколі Олександровичу присвоєно вищий чин козачого генерала.

## Участь в агресії керівництва Російської Федерації щодо України
В лютому 2014 року Микола Долуда організував та здійснив вторгнення добровольчого контингенту більш ніж 1000 осіб з території Краснодарського краю в Автономну Республіку Крим з метою розгортання і підтримки промосковського сепаратистського руху на півострові та інших територіях України. Завдяки чому, зокрема, в квітні 2014 року сепаратистами було встановлено контроль над переходами через адміністративні кордони між АР Крим та Херсонською областю.

## Нагороди
- Пам'ятна медаль «За видатний внесок у розвиток Кубані» 1-го ступеня (2002 р.)
- За активну участь у підготовці та проведенні ювілейного концерту Державного академічного
- Кубанського козачого хору нагороджений цінним подарунком (2003 р.)
- «Орден Республики Крым „За верность долгу“» (13 березня 2015 р.) — за особистий вклад в здійснення анексії території АР Крим Російською Федерацією.